# Pouteria unmackiana
Pouteria unmackiana là một loài thực vật có hoa trong họ Hồng xiêm. Loài này được (F.M.Bailey) Erlee miêu tả khoa học đầu tiên năm 1957.